# Risako Sugaya
Risako Sugaya (菅谷 梨沙子 Sugaya Risako?,  născută în data de 4 aprilie 1994 în Kanagawa, Japonia) este o cântăreață de pop japonez, un idol și o membră a trupei Berryz Kobo.

## Istoric
În anul 2002 Sugaya a fost admisă cu succes în Hello! Project Kids. Debutul său în cadrul Hello! Project s-a datorat primului film Mini Moni, ea făcând parte din trupa 4Kids, un grup format exclusiv pentru film.
În anul 2003 Sugaya a apărut în filmul Hotaru no Hoshi (蛍の星?), ca Hikari, o elevă sensibilă de școală primară care cu ajutorul învățătoarei sale are o șansă de a fi pentru puțin timp "reunită" cu mama sa decedată și de a-și învinge problemele emoționale. 
Sugaya a apărut și în drama Shonan Kawarayane Monogatari.
De asemenea, anul 2003 a marcat prima sa apariție în Kōhaku Uta Gassen, fiind una dintre dansatoarele de fundal ale cântăreței Aya Matsuura în cadrul celei de-a 54-a ediție al renumitului program NHK de Anul Nou.
În anul 2004 Sugaya a devenit membră a trupei Berryz Kobo. În cadrul grupului, ea împreună cu Miyabi Natsuyaki, Momoko Tsugunaga și Yurina Kumai, este una dintre cântărețele principale.
Fiind o membră a Berryz Kobo, Sugaya participă la show-ul radio săptămânal Berryz Kobo Kiritsu! Rei! Chakuseki!.
Ca și alți membri Hello! Project, a apărut în Musume DOKYU!, mai exact în episoadele 39, 40, 54, 55, și 56.
În plus, Sugaya a realizat o reclamă pentru Nihon Shokuniku Shōhi Sōgō Center în octombrie 2003.
În august 2006, Sugaya a fost intervievată de către MC Maki Goto în a douăsprezecea ediție a emisiunii online Hello! Pro Hour. Mai târziu a reapărut împreună cu Momoko Tsugunaga în al douăzecelea (ultimul) episod al emisiunii Hello! Pro Hour.
Pe 12 octombrie 2006 Sugaya a devenit prima membră a Berryz Kobo și cea mai tânără din Hello! Project care a lansat un portofoliu foto solo, care a întâlnit sentimente mixte ale fanilor de pretutindeni.
Ea însăși a mărturisit, într-un interview oferit site-ului Sanspo.com, că a avut dubii în legătură cu ședința foto, dar recunoaște că a avut o experiență plăcută și speră că fanii săi se vor bucura de fațetele variate ale personalității sale.
Pe 31 decembrie 2006 Sugaya a fost din nou pe scenă la a 57-a ediție a Kōhaku Uta Gassen, fiind dansatoare de fundal împreună cu celelalte membre ale Berryz Kobo, Country Musume și °C-ute, la prestația trupei Morning Musume a melodiei Aruiteru.

## Date personale
- Porecle: C-ko, Siiko, Rishako, Orinchan
- Înălțime: 1,60 m

### Grupuri
- Hello Project Kids (din anul 2002)
- Berryz Kobo (din anul 2004)
- Hello Project Allstars (2004)

## Apariții

### Televiziune
- Shonan Kawarayane Monogatari (septembrie 2002)
- Musume DOKYU (4 aprilie - 17 iunie 2005)

### Filme
- Minimoni ja Movie Okashi na Daibouken!(decembrie 2002)
- Hotaru no Hoshi (iulie 2004)

### Reclame
- Nihon Shokuniku Shōbi Sōgō Center (日本食肉消費総合センター?) (octombrie 2003)

### Radio
- Berryz Kobo Kiritsu! Rei! Chakuseki! (Berryz工房 起立!礼!着席!?) (30 martie 2005)

### Internet
- 12th Hello Pro Video Chat (Hello! Project on Flets) (3 iunie 2005)